# Кингстон (Илиноис)
Кингстон (енгл. Kingston) град је у америчкој савезној држави Илиноис.

## Демографија
По попису из 2010. године број становника је 1.164, што је 184 (18,8%) становника више него 2000. године.
| Група             | 2000.       | 2010.         |
| Белци             | 907 (92,6%) | 1.028 (88,3%) |
| Афроамериканци    | 1 (0,1%)    | 9 (0,8%)      |
| Азијати           | 2 (0,2%)    | 5 (0,4%)      |
| Хиспаноамериканци | 64 (6,5%)   | 113 (9,7%)    |
| Укупно            | 980         | 1.164         |